# Saula (Estland)
Saula is een plaats in de Estlandse gemeente Kose, provincie Harjumaa. De plaats heeft de status van dorp (Estisch: küla).

## Bevolking
Het dorp had 151 inwoners op 31 december 2011 en 114 inwoners op 31 december 2021.

## Attracties
Er zijn twee (belangrijke) toeristische bestemmingen in dit aan de Pirita gelegen dorp: de Blauwe Bronnen van Saula (Estisch: Saula Siniallikad) en het Vikingdorp, officieel Viikingite küla genaamd. Soms wordt er gewandeld tussen deze twee plekken, aangezien er wandelingen vanuit het Vikingdorp naar de Blauwe bronnen worden georganiseerd.